# Jérôme Besoigne
Jérôme Besoigne (* 1686 in Paris; † 25. Januar 1763 ebenda) war einer der bedeutendsten französischen jansenistischen Theologen.
Er lehrte seit 1712 Theologie am Collège du Plessis. Wegen seiner Weigerung, sich der päpstlichen Bulle Unigenitus Dei filius zu unterwerfen, verlor er im Jahre 1729 seinen Lehrstuhl an der von der Sorbonne. Seine Schriften gehören zu den charakteristischen Zeugnissen jansenistischer Spiritualität.

## Veröffentlichungen (Auswahl)
- Dissertation spéculative et pratique sur la confiance et la crainte (1735)
- Concorde des livres de la Sagesse, ou la Morale du Saint-Esprit (1737)
- Concorde des Épîtres canoniques, ou la Morale des Apôtres (1747)
- Principes de la perfection chrétienne et religieuse (1749)
- Histoire de l’abbaye de Port-Royal (1752)
- Vies des quatre évêques engagés dans la cause de Port-Royal :  M. d’Alet, M. d’Angers, M. de Beauvais, M. de Pamiers (1756)
- Principes de la pénitence et de la justice chrétienne (1762)